# Daniel Finkelstein
le baron Daniel William Finkelstein (né le 30 août 1962) est un journaliste et homme politique britannique. Il est un ancien rédacteur en chef du Times, reste chroniqueur politique hebdomadaire. Il est un ancien président de Policy Exchange, remplacé par David Frum en 2014. Il est aussi président du groupe de réflexion Onward. Il est fait membre de la Chambre des lords en août 2013, siégeant en tant que conservateur.

## Jeunesse
Finkelstein est juif, sa mère, Mirjam Finkelstein, est une survivante de la Shoah, déportée au camp de concentration de Bergen-Belsen tandis que son père Ludwik Finkelstein est né à Lviv (alors en Pologne mais maintenant en Ukraine), et est professeur de mesure et d'instrumentation à City Université de Londres. Il est le petit-fils, via sa mère, du Dr Alfred Wiener, l'activiste juif et fondateur de la bibliothèque Wiener. Il est le frère du professeur Anthony Finkelstein, doyen de la faculté des sciences de l'ingénieur de l'UCL à l'University College de Londres et de Tamara Finkelstein, secrétaire permanente du département de l'environnement, de l'alimentation et des affaires rurales.
Il fait ses études à l'University College School, à la London School of Economics (BSc, 1984) et à la City University (MSc, 1986).

## Carrière politique

### SDP
Entre 1981 et 1990, Finkelstein est membre du Parti social-démocrate (Royaume-Uni), devenant président des Jeunes sociaux-démocrates à la suite de la défection de son prédécesseur Keith Toussaint au Parti conservateur lors de la campagne électorale de 1983. Par la suite, il est élu représentant des jeunes au sein de son comité national et sélectionné comme candidat au parlement (Brent East 1987), et il devient un proche allié et conseiller de David Owen, le leader du SDP. Lorsque la fusion avec le Parti libéral est proposée, Finkelstein fait partie des principaux opposants et refuse de rejoindre le parti fusionné. Après qu'Owen ait annoncé son départ de la politique, Finkelstein est le porte-parole d'un groupe de jeunes membres du SDP qui rejoignent les conservateurs.

### Groupes de réflexion
Avant de travailler pour le Parti conservateur, Finkelstein est directeur d'un groupe de réflexion, la Social Market Foundation, pendant trois ans. Au cours de sa période avec la SMF, l'organisation amène à Londres le commissaire de police de New York Bill Bratton, présentant pour la première fois aux politiques britanniques les nouvelles stratégies utilisées là-bas.
En 2018, il devient président du nouveau groupe de réflexion Onward, dont la mission est de renouveler le centre droit pour la prochaine génération.

### Parti conservateur
Entre 1995 et 1997, Finkelstein est directeur du Département de la recherche conservatrice et, à ce titre, conseille le premier ministre John Major et assiste aux réunions du Cabinet lorsqu'il siège en session politique. Finkelstein devient l'un des premiers partisans de la «modernisation» du Parti conservateur, exposant les principes du changement dans une série de discours et de chroniques dans le Times.
Entre 1997 et 2001, il est conseiller politique du chef de l'opposition William Hague et, avec George Osborne, secrétaire du cabinet fantôme.
Aux élections de 2001, Finkelstein est le candidat parlementaire conservateur à Harrow West mais n'est pas élu .

## Journalisme

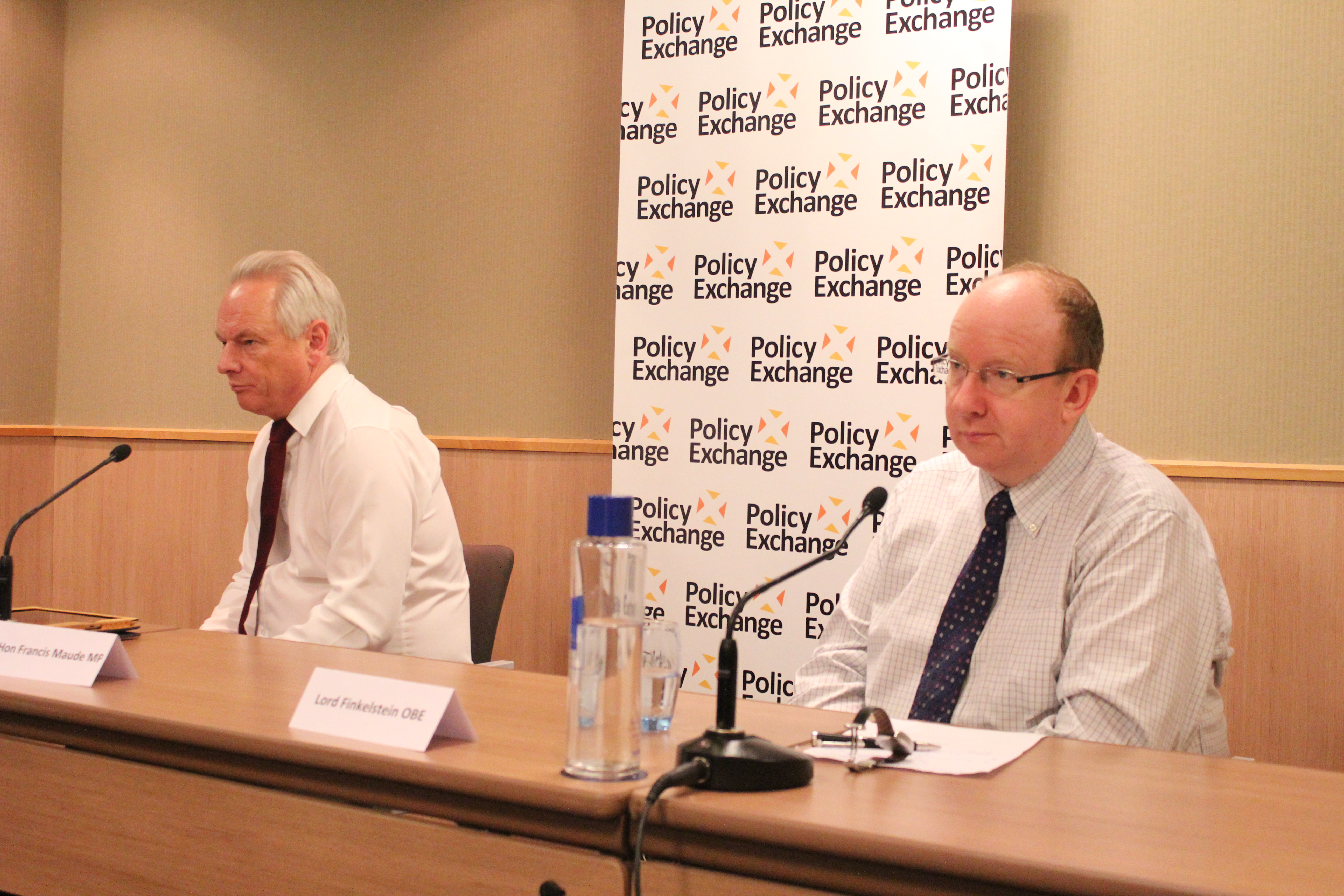
Finkelstein (à droite) avec Francis Maude en 2013

Entre 1990 et 1992, Finkelstein est rédacteur en chef de Connexion, le premier journal Internet et de communication de données de Grande-Bretagne. Finkelstein rejoint le Times en août 2001 en tant que membre de l'équipe de rédaction principale et est éditorialiste de mars 2004 à juin 2008. Il est rédacteur en chef en juin 2008. Il commence le Blog du Times Comment Central en septembre 2006. Il est également chroniqueur régulier dans The Jewish Chronicle. Sa chronique hebdomadaire sur les statistiques du football, le Fink Tank, débute en 2002 et paraît le samedi dans le Times.
Finkelstein reçoit l'OBE dans la liste des honneurs de 1997. En 2011, il reçoit le prix "Journaliste de l'année PSA 2011". Il est créé pair à vie avec le titre de baron Finkelstein, de Pinner dans l'arrondissement londonien de Harrow le 11 septembre 2013.
Finkelstein reçoit un doctorat honorifique en sciences de la City University de Londres en 2011.
Il est vice-président du Jewish Leadership Council.